# Bernhard Plockhorst

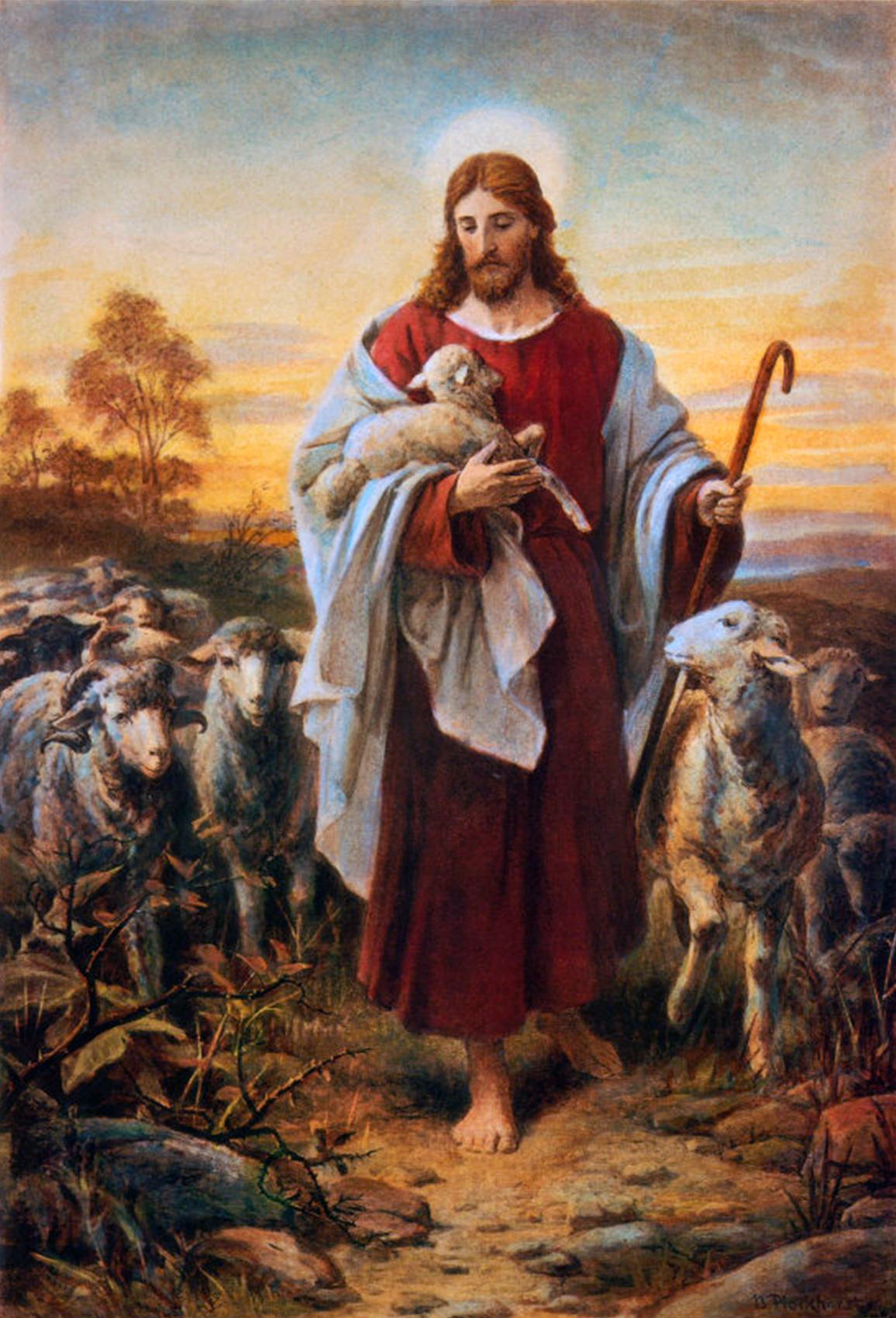
Den gode herden i Plockhorsts tappning.

Benhard Plockhorst, född den 2 mars 1825 i Braunschweig, död den 18 maj 1907 i Berlin, var tysk målare, 
Plockhorst var till en början litograf, studerade sedan måleri i München för Piloty och i Paris för Couture. Efter studieresorna var han bosatt i Leipzig, Weimar och Berlin. 
Plockhorst utförde historiemålningar, Maria och Johannes på återväg från Kristi grav, Kristus och äktenskapsbryterskan, Johannes och den sörjande Maria (de bägge sistnämnda i Leipzigs museum) och Mikaels strid med satan om Moses lik (museet i Köln) samt porträtt (Vilhelm I och hans kejsarinna i Berlins Nationalgalleri). I Sverige har han utfört altartavlan  
Jesus på korset i Ervalla kyrka.